# Dominant anlag

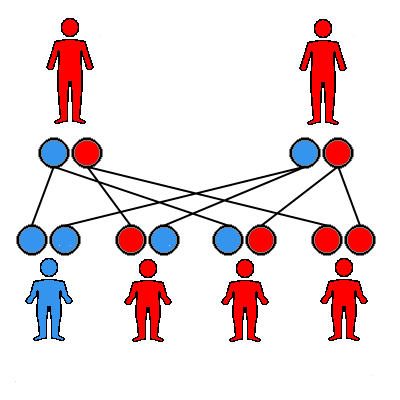
Illustration av ett dominant anlag, i detta fall ett autosomalt dominant. Det röda arvsanlaget är dominant medan det blå arvsanlaget är recessivt. Individer som har ett rött och ett blått arvsanlag visar den röda egenskapen.

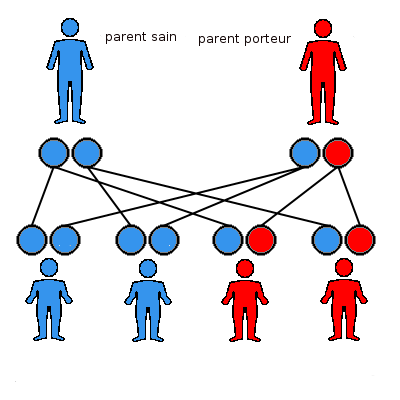
Ytterligare illustration av ett dominant anlag, samma förutsättningar som ovan.

Ett dominant anlag är ett begrepp inom genetiken som innebär att det för vissa egenskaper räcker med att en individ fått ett arvsanlag från den ena föräldern för att egenskapen skall visa sig. Den som inte har egenskapen kan inte vara bärare på anlaget. Detta betyder inte att anlaget måste synas men endast att man måste bära på det. Motsatsen är ett recessivt anlag, som "viker sig" för ett dominant anlag och därmed bara visar sig om det ärvs från båda föräldrarna.
Ett dominant anlag kommer från en dominant allel som är en allel som i ett genpar hos en heterozygot individ har starkast "inflytande".
För en egenskap som är autosomalt nedärvt (det vill säga inte sitter på könskromosomerna) används begreppet autosomalt dominant. Ett autosomalt dominant arvsanlag påverkar båda könen lika.